# 雅各布·赫拉塞克
雅各布·赫拉塞克（捷克語：Jakob Hlasek，1964年11月12日—），瑞士男子网球运动员。他曾获得法国网球公开赛男子双打冠军。他也曾参加1984年、1988年和1992年夏季奥林匹克运动会。